# حمزة حدا
حمزة حدا (مواليد 18 أبريل 1991) هو لاعب كرة قدم تونسي يلعب كلاعب وسط حالياً في مستقبل المرسى.

## روابط خارجية
- حمزة حدا على موقع قاعدة بيانات كرة القدم.إي يو (الإنجليزية)